# Maronitská eparchie Arca ve Fénicii
Eparchie Arca ve Fénicii je titulární eparchie maronitské katolické církve.
Arca ve Fénicii odpovídá archeologickému nalezišti Arqa v dnešním Libanonu.
Současným titulárním biskupem je Roland Aboujaoudé, emeritní pomocný biskup Maronitského antiochijského patriarchátu.

## Seznam titulárních biskupů
- 1736–1743 Elias Mohasseb
- 1756–1757 Antonius
- zmíněn roku 1823 Stefano Duiehi
- 1855–1887 Giuseppe Marid
- 1889–1899 Elias Hoayek
- 1911–1949 Abdallah Khouri
- 1950–1954 Abdallah Nujaim
- 1956–1971 João Chedid, O.M.M.
- od 1975 Roland Aboujaoudé